# فهرست‌نامه اسناد فرمانروایان ایران
فهرست‌نامه اسناد فرمانروایان ایران: اسناد اصلی منتشرشده (تا سال ۱۸۴۸) (به آلمانی: Repertorium Persischer Herrscherurkunden: Publizierte Originalurkunden (bis 1848)) کتابی از برت فراگنر است که در سال ۱۹۸۰ منتشر شد. فراگنر برای این کتاب برگزیدهٔ جشنوارهٔ فارابی شد.